# 馬自達Kraft
馬自達Kraft（日语：マツダ・クラフト）是1965年至1977年間由日本東洋工業（現改稱馬自達汽車）製造發售的小型商用四輪卡車。車名「Kraft」源自德語，具有力量之意；而英文同音的「craft」也有工藝、手藝的意義。

## 概要與歷史
第二次世界大戰後百廢待舉，東洋工業（馬自達前身）於1958年4月推出小型四輪貨車Romper，以迎合當時日本對交通運輸的需求。隔年3月再開發更先進的水冷式四缸OHV引擎，推出最大馬力46ps、載重能力一公噸的「馬自達D1100」，以及最大馬力60ps、載重能力一點七五公噸的「馬自達D1500」。這兩個商用車款使得馬自達的市場佔有率大增，1960年代開始更推出排氣量加大的「D2000」，載貨能力達二公噸，演變至後來1964年上市的「E2000」（也就是馬自達Titan的前身）。另一方面在載貨能力一至一點五公噸的小型卡車「D1500」，1965年推出其後繼車款馬自達Kraft（內部代號DUC9）。
車廂設計延用D1100/D1500系列的風格，開閉式的引擎蓋與向後開啟的車門提升便利性。動力來源為1,484c.c.水冷式OHV直列四缸UA型引擎，最大出力60ps / 4,600rpm、最大扭力10.4kg·m / 3,000rpm；搭配四速手排變速箱，最高速度可達100km/hr。前後懸吊系統為減震筒附防傾桿，車身外型分成標準型（三人座、車斗柵欄一方開）、雙車廂型（五人座，但車斗面積縮小）、車斗柵欄三方開型以及硬殼車斗罩型共四種。
1970年進行小改款（內部代號DUD9），外觀部份將原本四顆圓形頭燈改為兩顆方形，進氣壩造型也做變更。內裝部份則新增頭枕、駕駛座遮陽板、菸灰缸、全新中控台與儀表板。車身外型除原有之四種外，新增保冷車、起重吊臂等二種車型。
1973年再度小改款（內部代號DUE9），尾燈和後方向燈改成四個圓形，加大輪胎尺寸，引擎經重新調校後，最大馬力增至75ps、最大扭力則為12.0kg·m；直到1977年停止生產銷售。

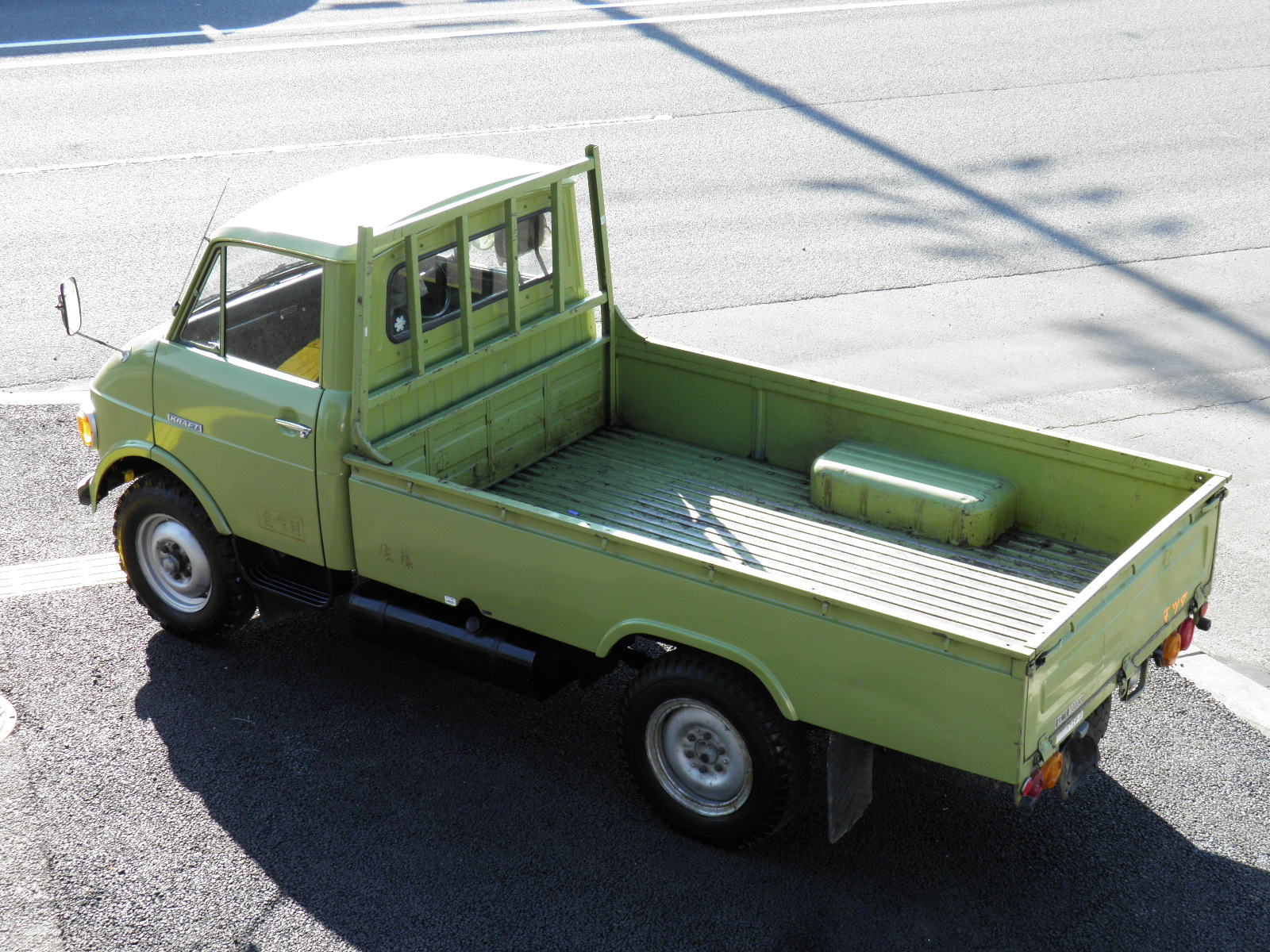
中期型俯視圖

## 外部連結
- （日語）MAZDA KRAFT （DUC9） （页面存档备份，存于）